# Майкі Гарсія
Мігель Анхель Гарсія (англ. Miguel Angel Garcia; нар. 15 грудня 1987) — американський боксер — професіонал, який виступав в 5 вагових категоріях. Чемпіон світу в напівлегкій (за версіями WBO (2013) і The Ring (2013)), другій напівлегкій (за версією WBO (2013—2014)), легкій (за версіями WBC (2017—2019) і IBF (2018)) і першій напівсередній (за версією IBF (2018)) вагових категоріях.

## Біографія
Сім'я Гарсіа вихідці з міста Паніндукаеро, (Мічоакан, Мексика). Його батько Едуардо Гарсія був боксером-любителем і тренером чемпіона світу Фернандо Варгаса. Його старший брат Роберто Гарсія був професійним боксером і колишнім чемпіоном світу за версією IBF в першій легкій вазі, який втратив свій пояс у бою з Дієго Корралесом. Його старший брат Даніель, також був боксер і колишній тренер боксера Віктора Ортіса.
Мігель Анхель є випускником поліцейської академії Ventura County.
Мігель почав свою любительську кар'єру у віці чотирнадцяти років і в одному з боїв переміг свого однолітка майбутнього чемпіона Ring, WBC и WBA (Super) в напівсередній вазі, Денні Гарсія.
У 2004 році виграв національний турнір серед юніорів «Золоті рукавички». У 2005 році виграв чемпіонат спортивної ліги.

## Професіональна кар'єра

### Напівлегка вага
На професійному рингу Гарсія дебютував у напівлегкій вазі 14 липня 2006 року.
У жовтні 2008 року переміг за очками першого серйозного суперника колумбійця Волтера Естраду (34-6).
3 квітня 2010 року Майкі Гарсія нокаутував у першому раунді мексиканця Томаса Вілла і завоював титул чемпіона США за версією USBA. 14 серпня 2010 року Гарсія нокаутував американця Корнеліуса Лука в елімінаторі IBF.
26 березня 2011 року Мігель Анхель в бою за титули NABF і WBO NABO нокаутував непереможного американця Метта Реміланда (23-0). У червні Гарсія захистив титули нокаутом в бою з мексиканцем Рафаелем Гусманом (28-2).
У вересні 2012 року Гарсія нокаутував у другому раунді колишнього чемпіона світу колумбійця Маурісіо Пастрана.
10 листопада 2012 року Майкі нокаутував аргентинця Джонатана Віктора Барроса (34-3-1).
19 січня 2013 року Майкі Гарсія вийшов на ринг з чемпіоном світу за версією WBO Орландо Салідо. Салідо і Гарсія займали верхні рядки рейтингу журналу Ринг, і в поєдинку вперше з 2004 року розігрувався вакантний титул The Ring в напівлегкій вазі.
Гарсія діяв в поєдинку дуже досвідчено і чотири рази відправляв Салідо на канвас. До кінця п'ятого раунду над правим оком у Орландо була велика гематома. У восьмому раунді після випадкового зіткнення головами Салідо зламав Гарсія ніс, і бій був зупинений за рекомендацією лікаря. Майкі Гарсія переміг технічним рішенням суддів і став новим чемпіоном світу за версіями WBO і The Ring в напівлегкій ваговій категорії.
15 червня 2013 року відбувся поєдинок Майкі Гарсії з пуерторіканцем Хуаном Мануелем Лопесом. Гарсія виграв поєдинок технічним нокаутом в 4 раунді.

### Друга напівлегка вага
Після цього бою Гарсія піднявся на категорію вище і 9 листопада 2013 року провів поєдинок проти чемпіона WBO в цій ваговій категорії пуерториканця Романа Мартінеса. Гарсія побував в нокдауні в 2-му раунді, але контролював бій і в 8-му раунді потрапив Мартінесу в печінку, відправивши його в важкий нокаут. Гарсія став новим чемпіоном WBO в цій ваговій категорії.
25 січня 2014 року Гарсія зустрівся з мексиканцем Хуаном Карлосом Бургосом. Бій проходив з перевагою Гарсії, на що Бургос лише відповідав джебами, за винятком єдиного моменту, коли мексиканець зміг потрясти Гарсію лівим крюком в другому раунді. По закінченню абсолютно невидовищного бою всі 3 судді віддали перемогу чемпіону — 119—109 і 118—110 двічі. Гарсія захистив свій титул. Зал відповів на об'яву про його перемогу свистом.

### Легка вага
Майкі Гарсія провів 2 роки без боксу через серйозний конфлікт з промоутерською компанією Top Rank і лише влітку 2016 року оголосив про своє повернення. 30 липня 2016 року Гарсія переміг домініканця Еліо Рохаса. 28 січня 2017 року зустрівся з чемпіоном світу, який не мав поразок, чорногорцем Деяном Златічаніном. У 3-му раунді Гарсія відправив Златічаніна в важкий нокаут ударом справа і завоював титул чемпіона світу в легкій вазі за версією WBC.

### Перша напівсередня вага
29 липня 2017 року Майкі провів бій у новій для себе першій напівсередній вазі проти Едріена Бронера, який ставав чемпіоном у 4 вагових категоріях. Гарсія виграв одноголосним рішенням суддів. В WBC очікували, що наступний поєдинок чемпіон у легкій вазі Гарсія проведе проти обов'язкового претендента Хорхе Лінареса, але Майкі вирішив вийти проти російського володаря титулу чемпіона IBF у першій напівсередній вазі Сергія Липинця. 10 березня 2018 року Гарсія виграв одноголосним рішенням суддів і став чемпіоном у 4-й для себе ваговій категорії.

### Об'єднавчий бій з Істером
Після перемоги над Липинцем Гарсія спочатку планував зберегти титул IBF у першій напівсередній вазі, але потім вирішив відмовитись від нього заради захисту свого титулу чемпіона WBC у легкій вазі. Майкі був готовий провести об'єднавчий бій з чемпіоном WBA Хорхе Лінаресом. Але Лінарес домовився про бій з Ломаченко, тому Гарсія домовився про об'єднавчий бій з чемпіоном IBF у легкій вазі американцем Робертом Істером, який не знав поразок — 21-0, 14 КО. 28 липня 2018 року Гарсія захистив пояс WBC і завоював пояс IBF, переконливо перемігши Істера одноголосним рішенням суддів. В третьому раунді Істер побував у нокдауні.
Оскільки IBF хотіла зобов'язати Майкі битися з обов'язковим претендентом Річардом Коммі, і Гарсії не вдалося домовитись про відсрочку, він вдруге за кілька місяців відмовився від титулу чемпіона IBF.

### Бій з Ерролом Спенсом
Після перемоги над Робертом Істером Гарсія націлився на бій з чемпіоном IBF у напівсередній вазі Ерролом Спенсом. Багато вболівальників боксу очікували скоріше бою Майкі проти українця Ломаченко у легкій вазі, але Гарсія був рішуче настроєний підкорити п'яту вагову категорію і саме в бою проти Спенса. Еррол погодився на бій.
Поєдинок між Майкі Гарсія і Ерролом Спенсом відбувся 16 березня 2019 року на стадіоні у Арлінгтоні (Вашингтон) і транслювався по системі Pay-per-view на телеканалі Showtime. Гарсія заради цього бою піднявся на дві вагові категорії і тому, попри усі його заяви перед боєм, вважався аутсайдером у поєдинку. Бій пройшов за повного домінування Спенса, який мав перевагу у антропометрії. Еррол впевнено почувався на ринзі с першої секунди бою до останньої і, хоч і не завершив поєдинок достроково, просто декласував Гарсію. Рішення суддів було одноголосним — один суддя виставив 120—107 на користь Спенса, інші двоє—120-108. Спенс успішно захистив свій титул, Гарсія зазнав першої поразки.
У квітні 2019 року Майкі відмовився від титулу чемпіона WBC у легкій вазі заради великих боїв у напівсередній вазі.
29 лютого 2020 року Гарсія здобув першу перемогу в п'ятій для себе ваговій категорії над Джессі Варгасом.
16 жовтня 2021 року Майкі зазнав сенсаційної поразки рішенням більшості суддів в бою у договірній вазі (до 65,8 кг) проти іспанського шульги Сандора Мартіна — 95-95 і 93-97 (двічі).